# 林光世
林光世（?—?），字逢圣，莆田（今属福建省）人。
林霆之曾孙。淳祐十一年，擔任秘书省检校文字。十二年，教授常州。宝祐二年，补迪功郎，添差江西提举司干办公事。宝祐六年（1258年），校订大成乐。开庆元年（1259年）召为都官郎中，入京擔任司农少卿，兼史馆。景定二年（1261）恩赐进士。修有潮州广济桥，“造新舟二十四，鐵纜七十丈，从旁翼而贯之”。有《水村易镜》一卷。